# Съм Форти Уан
„Съм Форти Уан“ или „Съм Фор Уан“ (на английски: Sum 41) е канадска пънк група от Аякс, провинция Онтарио.
След като подписва първия си договор със звукозаписна компания – „Айлънд рекърдс“ – през 1999 г., прави 5 студийни албума, албум с концертни записи, 2 концертни видеозаписа, издадени на DVD, повече от 15 сингли. Албумите са продадени в над 15 милиона броя по целия свят.
Членовете на бандата първоначално са свирили в конкурентни училищни бендове. Първоначално групата се е казвала Kaspir, но през 1996 г. се преименува за участие в концерт на групата Supernova.

## Дискография

### Студийни албуми
- Half Hour Of Power (2000)
- All Killer, No Filler (2001)
- Does This Look Infected? (2002)
- Chuck (2004)
- Underclass Hero (2007)
- All The Good Shit:14 Solid Gold Hits 2000-2008 (2009)
- Screaming Bloody Murder (2011)
- 13 Voices (2016)
- Order in Decline (2019)
- Heaven :x: Hell (2024)

### EP, концертни и демо албуми
- Rock Out With Your Cock Out (1998)
- Motivation EP (2002)
- Does This Look Infected Too? (2003)
- Chuck:Acoustic (2004)
- Go Chuck Yourself (2005)
- Live At The House Of Blues, Cleveland 9.15.07 (2011)

### Видео Албуми И DVD-та
- Introduction To Destruction (2001)
- Cross The T's And Gouge Your I's (2002)
- Sake Bombs And Happy Endings (2003)
- Rocked:Sum 41 In Congo (2005)
- DeeVeeDee (2008)